# Alojz Kunst
Alojz Kunst, slovenski zdravnik radiolog, * 3. april 1890, Polzela, † 31. maj, 1970, Ljubljana.

## Življenje in delo
Medicino je študiral v Pragi, kje je leta 1920 tudi diplomiral. Specializiral se je iz radiologije na Dunaju, v Berlinu, Frankfurtu in Hamburgu. Bil je začetnik radiologije na Slovenskem. Leta 1923 je postal primarij; V Ljubljani je organiziral rentgenski oddelek, bil je prvi predstojnik Rentgenskega inštituta za Slovenijo in Istro v Ljubljani. Ukvarjal se je predvsem z rentgensko terapijo. Članke je objavljal v strokovnih in znanstvenih publikacijah.